# Lobelanina
Lobelanine es un precursor químico en la biosíntesis de la lobelina.